# Liechtenstein i olympiska vinterspelen 1976
Liechtenstein deltog med nio deltagare vid de olympiska vinterspelen 1976 i Innsbruck. Totalt vann de två bronsmedaljer.

## Medaljer

### Brons
- Willi Frommelt - Alpin skidåkning, Slalom.
- Hanni Wenzel - Alpin skidåkning, Slalom.